# Euphranta transiens
Euphranta transiens är en tvåvingeart som först beskrevs av Walker 1860.  Euphranta transiens ingår i släktet Euphranta och familjen borrflugor. Inga underarter finns listade i Catalogue of Life.